# 納夫塔利·貝內特
納夫塔利·貝內特（羅馬化：Naftālī Beneṭ，發音：[naftaˈli ˈbenet]；1972年3月25日—）是以色列政治人物，曾任以色列总理，并在内塔尼亚胡的内阁中出任过教育部长、经济部长、国防部长等多个职务。2012年至2018年，担任猶太人家園的領導人。現在担任新右翼和以色列國防部的領導人。貝內特出生成長在海法的一個美國移民家庭，多次參加過作戰行動，後成為一名軟體企業家。
2021年6月2日，贝内特与亚伊尔·拉皮德达成组建轮换政府的协议，他将担任以色列总理到2023年，之后交由拉皮德担任总理到2025年。2021年6月13日，贝内特宣誓就职。2022年6月20日，贝内特宣布解散国会并辞任总理职务，由拉皮德接任。6月29日，贝内特宣布不在2022年以色列议会选举中竞逐连任。7月1日，拉皮德正式出任新一任以色列总理。

## 早年
纳夫塔利·贝内特1972年3月25日在以色列海法出生，是家中老幺，有哥哥吉姆（Jim）和姐姐玛娜（Myrna）。1967年，第三次中东战争爆发后一个月，父母从旧金山移民回歸以色列。父亲是阿什肯納茲猶太人，有波兰、德国和荷兰血统。第二次世界大战爆发前夕，外祖父母从波兰搬到旧金山居住20年，老年搬到海法，定居维特金街。贝内特从祖父母身上继承了拉帕波特拉比家族和中世纪圣经注释家辣什的血统。母亲的一些家人留在波兰，在纳粹大屠杀期间惨遭杀害。
贝内特的父母都信奉现代正统犹太教。回歸以色列后，两人在基布兹社区达夫纳做了几个月的志愿服务，顺带学习现代希伯来语，之后定居在海法的阿胡扎（Ahuza）社区。哥哥吉姆是个事业有成的房地产中介，之后变为房地产企业家。姐姐玛娜是在以美加人协会北方计划副总干事。1973年，贝内特一岁的时候，一家人在母亲的敦促下回旧金山。同年10月，赎罪日战争爆发，吉姆來到以色列，加入以色列國防軍炮兵部队，奔赴戈兰高地前线参战。战争过后，吉姆的亲人在他的催促下回国，因为他在战后还要服完几个月的预备役。贝内特的父母最终决定在以色列定居。
贝内特四岁的时候，一家人因父亲工作的缘故搬到蒙特利尔，生活了两年。一回到海法，贝内特就在卡梅尔小学读书。二年级的时候，一家人又因为父亲的工作，到新泽西州住了两年，回到海法的时候，贝内特已经十岁。
贝内特之后有两个弟弟，一位是在英国工作的商人亚瑟，一位是Zim综合航运服务的会计丹尼尔。
贝内特高中就读于海法的雅芙妮叶史瓦高中，期间担任宗教犹太复国主义青年组织阿基瓦之子的青年领袖。

### 军旅生涯
1990年，贝内特被选入以色列国防军，在總參謀部偵察部隊和麦格伦特种部队担任指挥官。六年后，贝内特退伍，但继续服完预备役，取得陆军少校军衔。贝内特参加第一次巴勒斯坦大起義及南黎巴嫩冲突，后者是在以色列安全区作战。他还参与其他军事行动，包括在担任愤怒葡萄行动中担任军官。服役结束后，贝内特就读于耶路撒冷希伯來大學，取得法律学位。阿克萨群众起义期间，他加入防护盾行动。2006年以黎衝突期间，贝内特被麦格伦特种部队征召为预备役军人，参与敌后的搜索与歼灭行动，对付真主党的火箭发射器。
贝内特担任突击队军官期间的一个行动引发巨大争议。愤怒葡萄行动期间，贝内特率领67名麦格伦士兵在黎巴嫩南部作战。在猛烈炮火的轰击下，贝内特通过电台求助他的部队。国防军发动炮击掩护他的部队，击中了联合国的一处避难所，此事后来被称为卡纳大屠杀，共有106名黎巴嫩平民遇害。在国际社会的谴责及外界压力的压迫下，以色列最终提早结束愤怒葡萄行动。记者伊加尔·萨尔纳（Yigal Sarna）认为贝内特在行动中“误判形势”。萨尔纳表示：“贝内特率领67人的战斗部队进入黎巴嫩，某种程度上是在无视军令，擅自改变行动计划，没有和长官协调行动，长官认为他是懦夫，不够坚定。在卡法尔卡纳村附近，贝内特的军队落入敌人的埋伏圈。”记者拉維夫·杜拉克认为贝内特身为“军方高级人物”，在炮火抨击下选择通过电台寻求支援，做法“相当歇斯底里”，应该要为逝去的生命负责。贝内特回应称：“我现在成了外界攻击的对象，都在说我‘应该为卡法尔卡纳大屠杀负责’。英雄不应该接受调查。看下历史档案吧。我的军事档案是公开的，就等着你们来看。”贝内特的前部下也写信为他辩护，指“纳夫塔利在真主党恐怖分子的纵深处指挥军事行动，功勋卓绝”。其他参与行动的军人，包括贝内特的一位副手，都否认贝内特未咨询上级便更改作战计划。

### 商界纵横
贝内特搬到曼哈顿上东城，担任软件企业家。1999年，他与他人共同创立反欺诈软件公司Cyota，出任公司行政总裁。该公司于2005年以1.45亿美元出售给RSA 安全，贝内特摇身一变为亿万富翁。根据交易协议，Cyota的以色列分公司可以保持完整，使得有400名以色列员工在公司驻贝尔谢巴和海爾茲利亞的办公室工作。2009年，贝内特出任科技公司Soluto行政总裁，该公司提供云服务，为个人电脑及移动设备提供远程支持。当时，贝内特和合伙人利奥尔·戈兰为无数的以色列科技初创公司筹集资金。Soluto共筹集了2000万美元的投资者资金，投资者包括风险投资基金吉萨风险投资（Giza Venture Capital）、比邻星风险投资（Proxima Ventures）、贝塞默风险投资伙伴、指数风险投资、迈克尔·阿灵顿的CrunchFund、埃里克·施密特的创新努力（Innovation Endeavors）和初始资本（Initial Capital）。最终，Soluto于2013年10月以1亿到1.3亿的报价出售给美国公司Asurion。
2021年6月，福布斯以色列表示贝内特将斥资500万美元投资美国金融科技公司派安盈。贝内特从政前在该公司投资了数十万美元，该公司同年2月与FTAC奥林巴斯收购公司（FTAC Olympus Acquisition Corp）达成特殊目的收购后，估值达33亿美元，列入纳斯达克证券交易所名单。

## 政治生涯早期

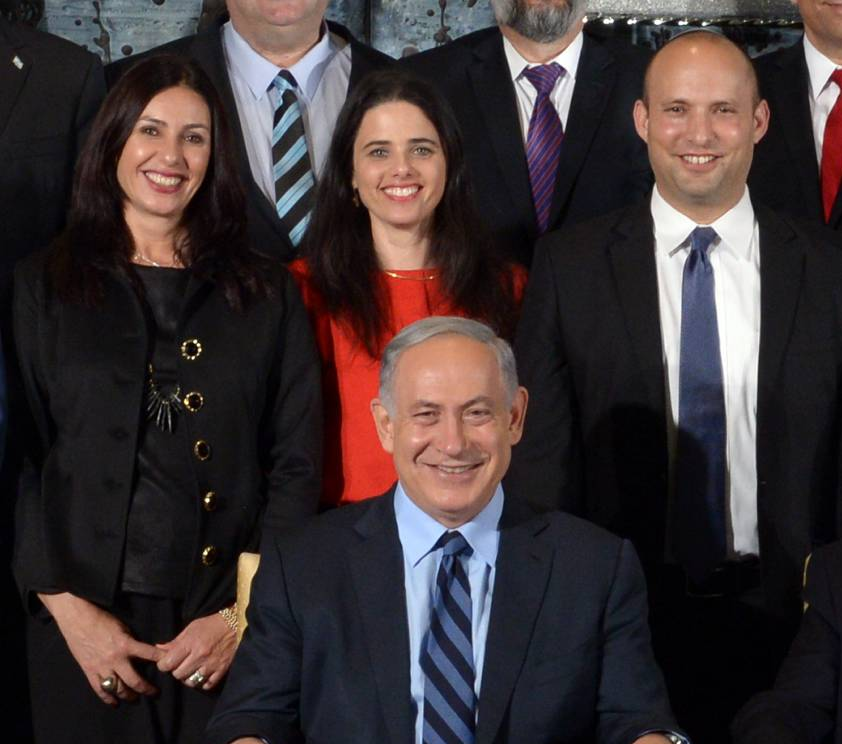
教育部长纳夫塔利·贝内特（右）与司法部长阿耶萊特·沙凱德（中上）、文化部长米里·雷格夫（左）和总理本雅明·内塔尼亚胡（中下）

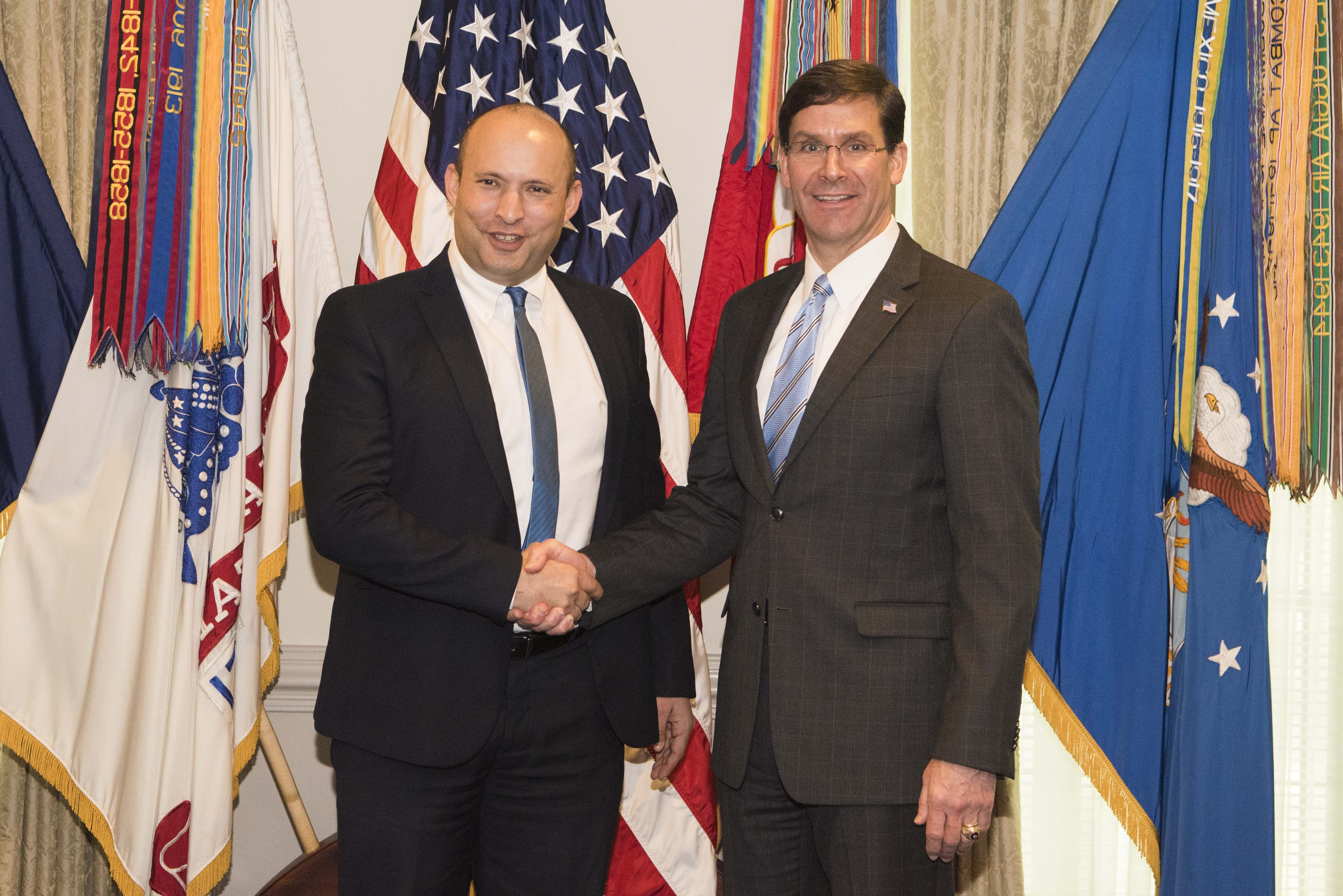
贝内特与美国国防部长马克·埃斯珀

本内特离开软件创业界，回到以色列从政。参加完2006年以黎衝突，贝内特加入反对党领袖本雅明·内塔尼亚胡的联盟，于2006年到2008年出任他的参谋长。他领导团队制定内塔尼亚胡的教育改革计划。2007年8月，他参与内塔尼亚胡首次竞选利库德集团党领袖的活动。2010年1月31日，本内特获任命为叶沙理事会总干事，2010年主导反对定居点冻结的活动。2012年1月辞任。
2011年4月，贝内特与阿耶萊特·沙凱德共同创办我的以色列组织，成员据称有94000人。2012年4月，他创立“以色列人”运动。该运动的主要目标包括增加支持锡安主义的中间偏右支持人，增加宗教和世俗社区之间的对话，促进《以色列稳定倡议》。随后，贝内特离开利库德集团，加入犹太人家园，宣布竞逐党领袖。2012年11月6日，他在该党的内部选举中凭借67%的选票，当选党领袖。2013年以色列议会选举中，贝内特所在党赢得12个议席。选战过后，贝内特按照以色列法律，放弃美国国籍，就任议员。2013年3月，他获任命为经济部长和宗教事务部长，4月获任命为耶路撒冷和侨民事务部部长。
在2015年以色列议会选举中竞逐连任后，贝内特获任命为新政府的教育部长，同时留任侨民事务部。2015年，内塔尼亚胡拆分耶路撒冷部和侨民事务部，将耶路撒冷事务部收归自己管理。他之后任命泽埃夫·埃尔金出任耶路撒冷事务部长。
身为教育部长，贝内特发布行政命令，禁止打破沉默組織等谴责以军在约旦河西岸地区军事行动的组织成員担任校长。在他的督导下，学校修改课程表，增加学生参观西岸古迹的次数。
2015年10月，贝内特辞任议员，由舒莉·穆阿莱姆继任。根据挪威法规定，部长进入内阁时可以辞任议员，但离开政府时须回归议会。2015年12月6日，在阿维·沃兹曼因就任部长腾出议席后，贝内特回归议会。
2018年11月，阿维格多·利伯曼辞任国防部长，贝内特宣布谋求该职。2018年11月16日，利库德集团发言人宣布内塔尼亚胡拒绝贝内特的请求，自行出任该职。公告还表示贝内特的犹太人家园党不在隶属于内塔尼亚胡政府。但在11月19日，贝内特违背了退出内塔尼亚胡联盟的承诺。
2018年12月，贝内特与几位犹太人家园的议员离开该党，成立分拆出来的新右翼党。2019年4月以色列议会选举，新右翼以微弱差距错失选举门槛，因此贝内特未在第21届议会中获得议席。2019年6月，内塔尼亚胡拒绝贝内特加入政府。之后议会解散，进行第二次选举，新右翼与犹太人家园和宗教锡安主义者党组建新选举联盟右翼联盟，也就是后来的右傾，由阿耶莱特·谢克领导。该联盟在选举中赢得七个议席，其中一个属于贝内特。联盟短暂解散后，于2020年1月议会选举前夕重新召集，由贝内特出任新领导，在选举中赢得六个议席。
2020年5月，内塔利亚胡和本尼·甘茨进行组建政府的谈判，右翼宣布将出任反对党。此前，已经分家的犹太人家园领导拉菲·佩雷兹获以色列第三十五届政府的耶路撒冷部长。2020年5月17日，贝内特会见继任国防部长的甘茨，宣布右翼已经成为“昂首阔步”的反对派成员。2021年1月7日更名为宗教锡安主义者党的复兴党1月20日离开右翼联盟。尽管如此，右翼还是在3月的2021年以色列议会选举中赢得七个议席。2021年5月9日，消息指贝内特和擁有未來党领袖亚伊尔·拉皮德在组建新执政联盟的谈判中取得了重大进展。5月30日，贝内特宣布若成功组建联合政府，会出任总理至2023年9月，之后交由拉皮德担任。

## 以色列總理

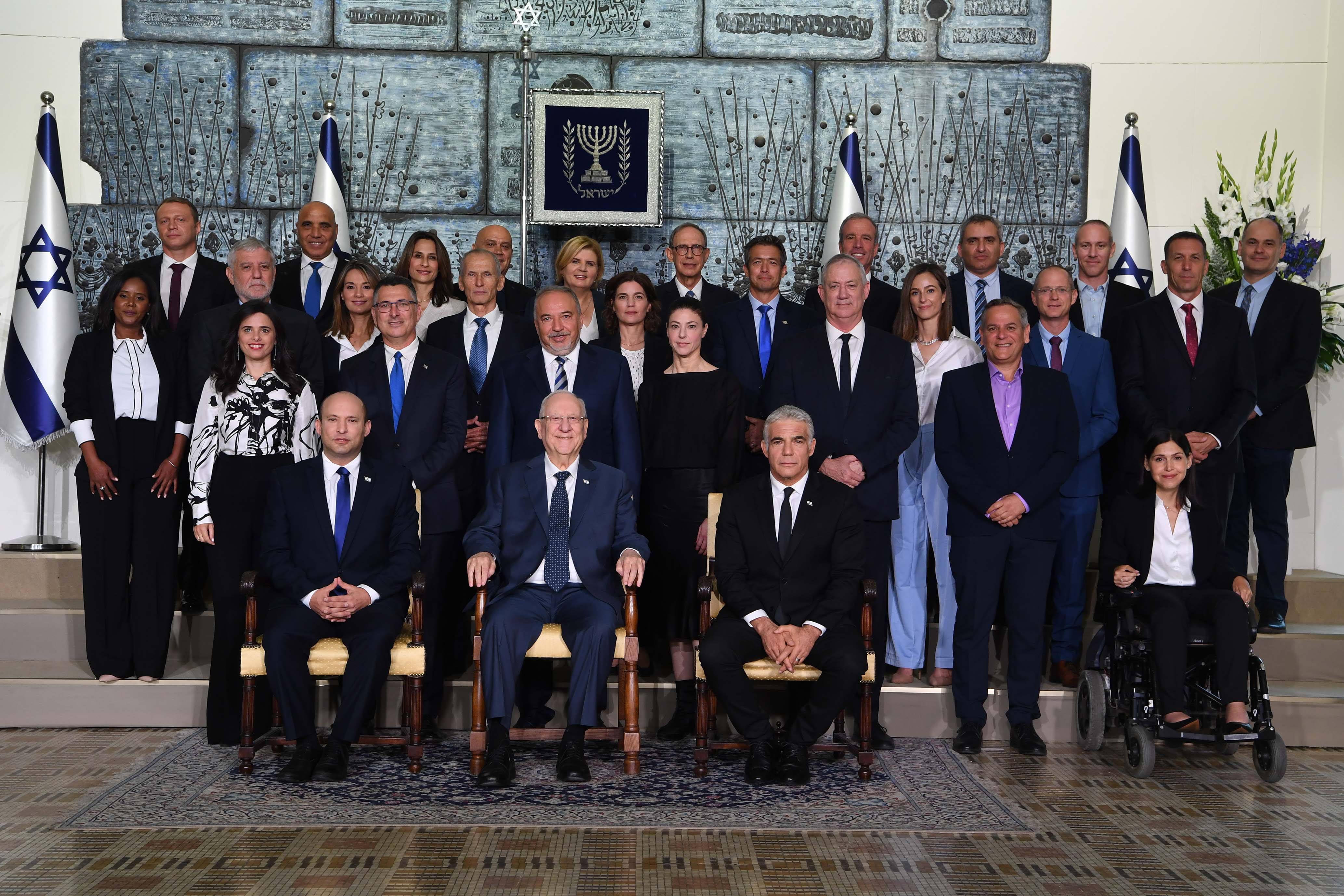
2021年6月，贝内特与总统鲁文·里夫林及阁员合影

2021年5月9日，消息指贝内特与反对派领袖、拥有未来领导人亚伊尔·拉皮德组建联合政府的谈判取得重大突破，新政府有望取代本雅明·内塔尼亚胡的政府。5月30日，贝内特宣布成立轮换政府，自己将担任总理至2023年8月，之后由拉皮德担任总理，直至2025年任期结束。6月13日，贝内特宣誓就职，内塔尼亚胡结束12年的总理任期。贝内特是以色列首位佩戴犹太教帽子基巴的总理。
2021年的圣殿被毁日当天，数百名犹太人不顾政府祈祷禁令前往圣殿山哀悼。贝内特表示：“犹太人在以色列的土地上有过两个犹太教国家，而由于内战及毫无根据的仇恨，这两个国家都没能以独立国家的身份走过第八个十年......（公元前70年）罗马人围攻耶路撒冷的时候，国家分裂了，所有人都卷入权力的内部斗争，以不同的团体捍卫自身立场，烧毁别人储存的食物，所以罗马人才这么容易地完成任务。这个结局究竟有多么痛苦，我们大家深有体会。时至今日，我们每一年都哀悼这场可怕的灾难，如果当初我们的民族能多几分无私的爱，多几分克制，多几分善解人意，这场灾难本可以避免。”

### 新冠疫情
贝内特就任的时候，以色列的COVID-19疫情已经有所回落，全国感染率较低，55%的民众完成COVID-19疫苗接种。然而到了上任第10天，以色列爆发Delta变异株疫情。对此，贝内特鼓励民众重新保持社交距离，并在12岁及以上的儿童中启动疫苗接种计划。除此之外，他还和辉瑞签订合同，确保先前购买的批次能够如期抵达，保障疫苗供应，同时再订一批货，准备在必要时展开第二剂加强针的接种。随着变异株不断扩散，政府于2021年8月1日宣布为60岁及以上的老人接种第二剂加强针及第三针，8月29日扩大至全体成年人接种。
到2021年11月底，以色列的COVID病例暴增。12月，该国录得首个Omicron变异株病例，政府随即限制外国旅客入境，鼓励儿童及青少年接种疫苗。2022年1月2日，政府批准向60岁及以上人士接种第三剂加强针及第四针。到同年3月，疫情回复平稳态势。到4月底，政府宣布解除口罩令。

### 外交政策

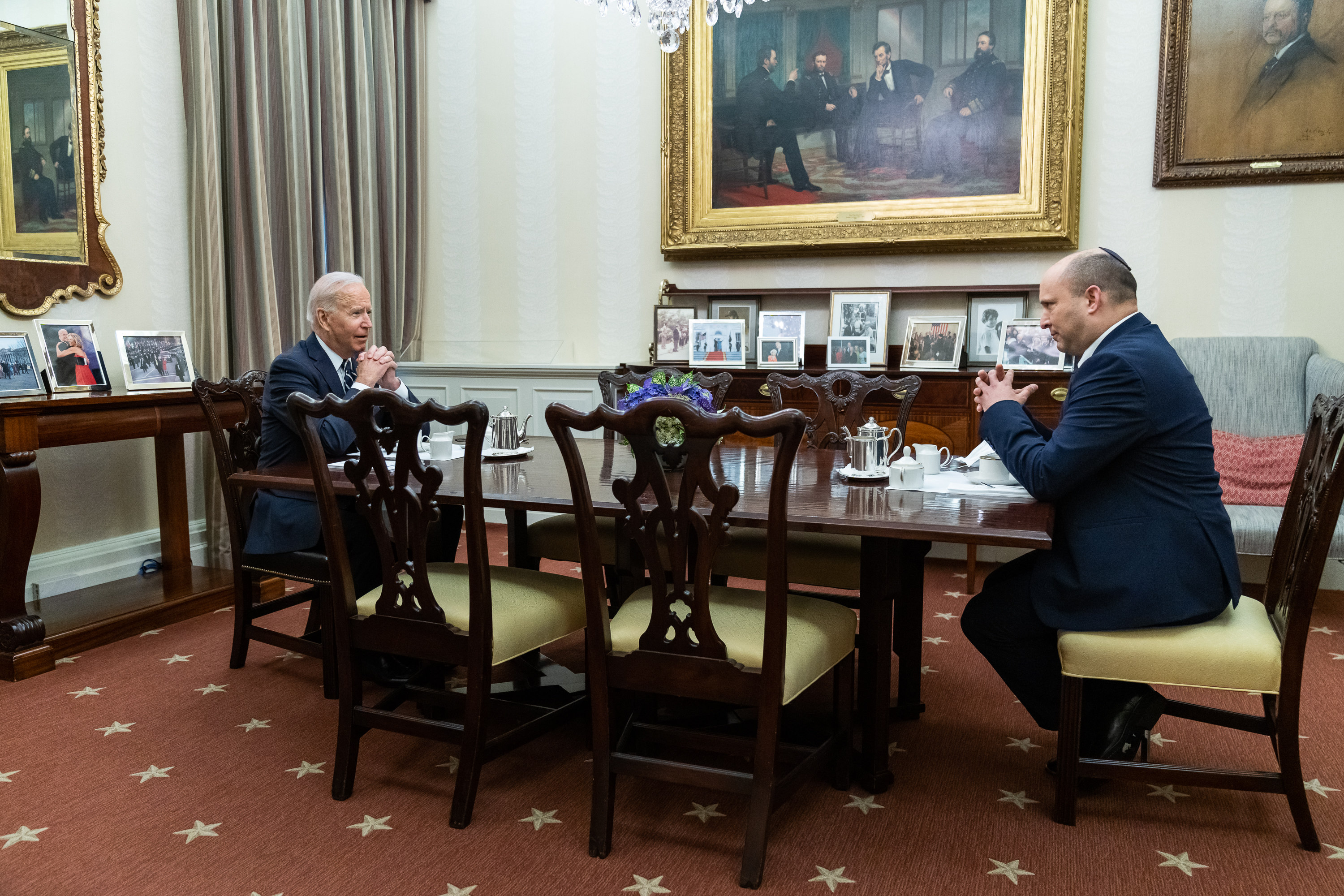
2021年8月，贝内特会见美国总统乔·拜登

贝内特就职当天，摩洛哥国王穆罕默德六世发来贺信。贝内特表示会“全面深化以摩两国的外交关系”。2020年12月10日，在美国的斡旋下，两国签订《以色列–摩洛哥外交关系正常化协议》，以色列正式承认摩洛哥对存在争议的西撒哈拉地区享有主权。2021年8月，双方同意建立正式外交关系，在特拉维夫及马拉喀什设立大使馆。
同月，贝内特首次对美国进行外交访问，会见美国国务卿安东尼·布林肯、美国国防部长劳埃德·奥斯汀及美国以色列公共事务委员会主席霍华德·科尔（Howard Kohr），其后于2021年8月27日会见总统乔·拜登。会上，贝内特形容以色列对伊朗的外交政策是“千刀万剐”、“凌迟”。
9月27日，贝内特在联合国大会发表首次演讲。讲话提及抗击COVID-19疫情及政治两极分化。此外，贝内特严厉谴责伊朗发动国家支持的恐怖主义袭击，不仅伤害了以色列，还戕害了中东地区的许多国家。他明确表示以色列不会支持伊朗购买核武器。
12月12日，贝内特出访阿拉伯联合酋长国，是首位到访该国的以色列总理。访问期间，贝内特会见了阿布扎比酋长国王子穆罕默德·本·扎耶德·阿勒納哈揚。2022年2月14日，到访巴林首都麦纳麦，成为首位到访的以总理。
2022年3月5日，贝内特与俄罗斯总统弗拉基米尔·普京商讨2022年俄羅斯入侵烏克蘭的问题，会议由美国、法国和德国协调举行。克里姆林宫表示贝内特同意为普京与烏克蘭總統弗拉基米尔·泽连斯基和谈提供斡旋。同日，贝内特与德国总理奥拉夫·朔尔茨会面。

## 總理任期末期以及卸任後
2022年6月29日，贝内特宣布他不会参加2022年以色列議會選舉，并在总理任期结束后退出政坛。2023年5月，贝内特加入以色列科技公司Quantom Source的董事会。

## 政治立场
外界认为贝内特是极端民族主义者，贝内特自称比本雅明·内塔尼亚胡更右翼。他反对成立巴勒斯坦国，支持减税。

### 巴以冲突

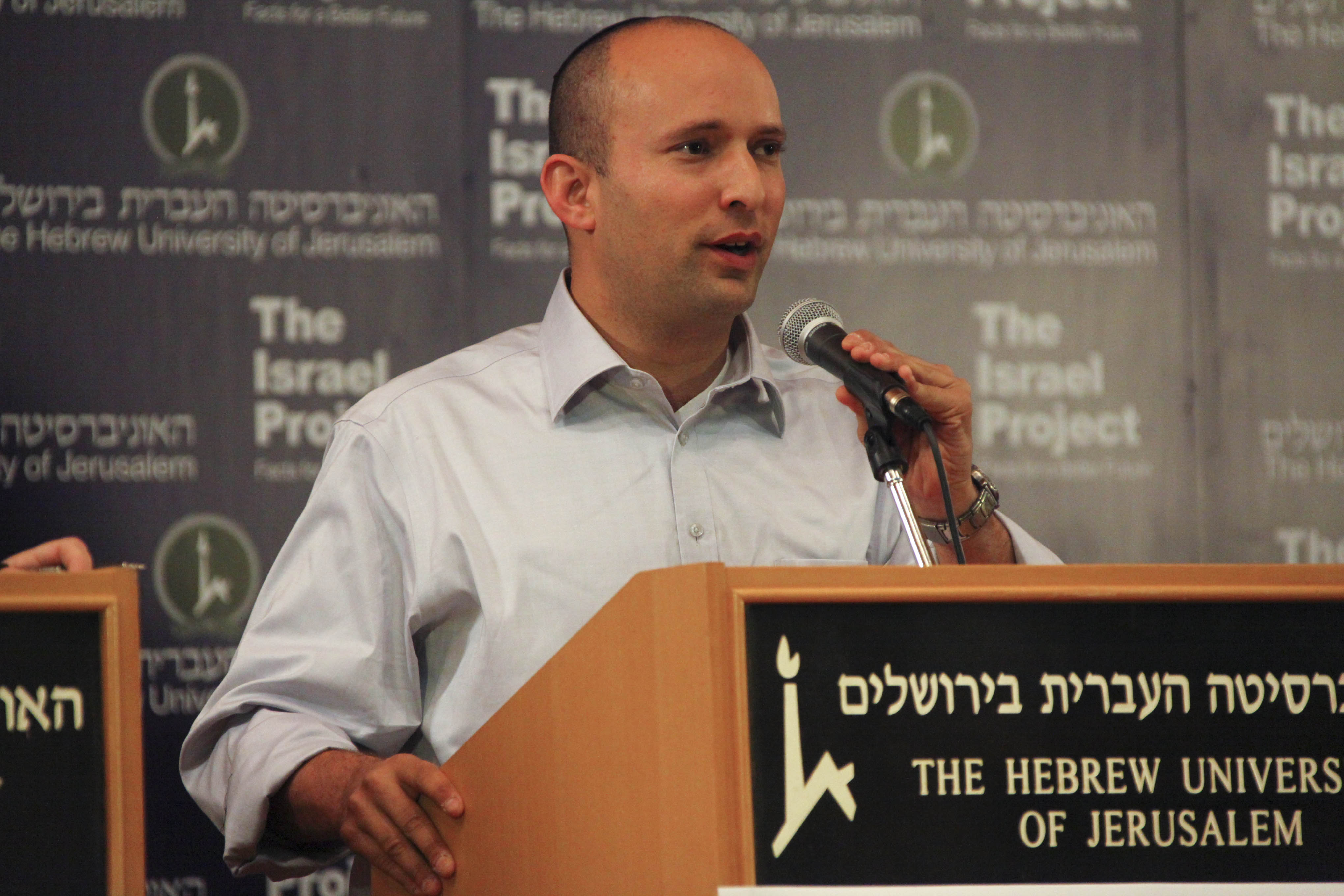
2013年1月8日，贝内特在耶路撒冷希伯来大学参与选前外交政策辩论

2012年2月，贝内特发表针对以巴冲突的新计划《以色列稳定倡议》。该计划包括早前阿迪·明茨《地球和平》倡议及本雅明·埃隆《埃隆和平方案》的部分倡议，支持内塔尼亚胡和利库德集团各部长提出的单方面吞并西岸。
2013年1月，贝内特提出将巴勒斯坦领土分为三部分，一部分为以色列单方面侵占的C区，一部分为交由埃及接管的加沙地带，一部分为保留给巴勒斯坦民族权力机构管理，但需要由以色列国防军和以色列国家安全局提供安全保护的A区和B区。此提议据称能确保巴勒斯坦境内的恐怖主义活动得到镇压，防止哈马斯夺回领土。C区占该区62%的面积，约36.5万人住在当地的以色列定居点，而住在当地的巴勒斯坦人会获得以色列国籍或永久居留权。据贝内特的说法，当地的巴勒斯坦人有4.8万人，其他调查认为有15万人。最终，以色列投资兴建A区和B区之间的道路，不设检查站，方便巴勒斯坦人活动，另外还兴建了基础设施和联合工业区。贝内特反对在西岸地区以外的巴勒斯坦难民移入，以及将哈马斯控制的加沙地带与西岸连接起来。2011年，他指西岸工业区有约50家以色列和巴勒斯坦共建的工厂，认为这是双方寻求和平的一种可行方法。
2013年6月，贝内特认为以色列必须在巴勒斯坦问题上作出忍让，而不是使用“外科手术行动”分裂成两个国家：“我一个朋友的后庭有块弹片，别人说可以用手术取出来，但会让他终身残疾，所以他决定把弹片留下来。有时候，坚持完美会带来许许多多不必要的麻烦。”外界很快认为这番“屁股中弹”的言论是他对巴勒斯坦问题的观点。
2013年，为了回应以色列释放巴勒斯坦囚犯，贝内特表示必须击毙巴勒斯坦的恐怖分子，据称曾表示“我一生杀了很多阿拉伯人，这样做绝对没有问题。”但这番言论招来非常多的批评，但贝内特否认说过这样的话，称当时只是说“如果恐怖分子在行动时对我们的士兵构成直接生命威胁，就应该杀死他们”。
2013年1月，贝内特表示，“以色列这片小土地上不会出现一个巴勒斯坦的国家”，暗指约旦河到地中海的地区。他表示：“这不可能发生。巴勒斯坦国对之后200年会是个大灾难。”
2014年12月，反对抵制、撤资、制裁运动的学者及劳工锡安主义组织第三方叙事呼吁美国和欧盟制裁贝内特及另外三个以色列人，称他们“确保以色列单方面永久侵占约旦河西岸部分或全部地区的行为违反国际法”。这群以色列与巴勒斯坦学者自称“亲以色列、亲巴勒斯坦、亲和平”，呼吁美国和欧盟冻结贝内特的海外资产，限制其护照。2010年贝内特出任耶沙定居点理事会主任期间，因反对2010年定居点冻结协议，积极支持侵占60%的约旦河西岸地区，“强烈要求逐步吞并政策”，被选为提议中的制裁对象。
2016年10月，贝内特表示：“在以色列国土这件事上，我们必须将思想化为行动。我们必须实现这个梦想，这个梦想就是将犹地亚和撒马利亚变成以色列主权国家的一部分。我们必须马上行动，必须做好牺牲的准备。我们不能继续将以色列土地作为战术目标，将巴勒斯坦国作为战略目标。”
2016年11月，贝内特表示唐纳德·特朗普当选美国总统，让他不再认为两国方案切实可行，“巴勒斯坦国的时代结束了”。
以色列记者安谢尔·菲佛认为，曾和贝内特共事的人们认为他之所以频频说出出格言论，多半是为了竞选，实际上他比大家想象的要温和。
尽管贝内特反對承認巴勒斯坦国，贝内特在2021年以色列议会选举后与亚伊尔·拉皮德及其他政党领袖进行新政府组建谈判时，还是承诺在未来政府担任总理时不会侵占约旦河西岸的巴勒斯坦人土地，也不会兴建新的定居点。
2023年10月，以哈战争爆發後，贝内特支持2023年以色列封鎖加沙地帶，他認為不應該向敌人（加沙地帶）提供电力。

### 经济与社会

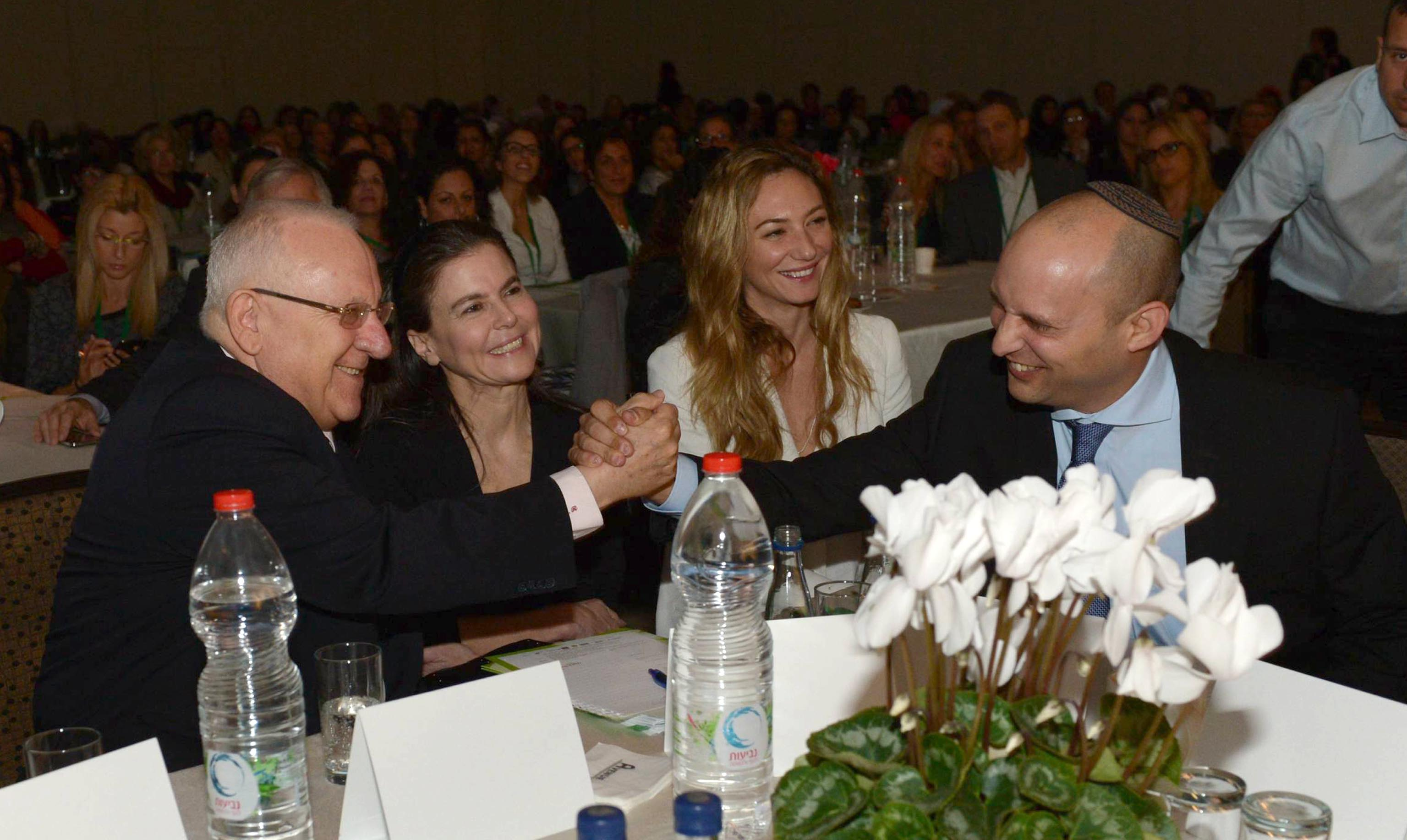
2014年12月15日，贝内特与以色列总统鲁文·里夫林、奥弗拉·施特劳斯（中左）和迈珂·安斯基（中右）出席茉莉花女企业家大会，支持中小型企业

贝内特认为政府应该放宽对私营企业的监管，因为私营企业是经济发展的引擎。他赞成为老年人和残疾人等弱势群体提供社会支持，又指以色列需要打破商业大亨、主要工会组织及以色列国防部的垄断地位，认为这种垄断绞杀了以色列经济。他认为，要想缩小社会差距，关键在于对以色列教育进行投资，提供平等的教育机会，为贫困人口提供致富工具。这样一来，以色列的弱势群体可以获得在职业和经济上成功的机会。他支持向处在边远地区的退伍军人提供土地，例如内盖夫和加利利，推广国家解决经济适用房问题的方案，让以色列人口的分布更加平均。他还承诺消除以色列中小企业面临的繁重官僚挑战。
作为犹太教正统派的忠实信徒，贝内特反对以色列同性婚姻，认为这“就像不承认牛奶和肉是洁食一样”，但支持同性伴侣享有和其他人一樣的平等权利，例如税收减免。
身为经济部长，贝内特负责监督全新的贸易战略，增加新兴市场投资，减少对欧洲联盟的贸易，使得境外投资呈现多元化，这样一来可以利用新兴市场带来的机会，避免欧盟日后因为巴以冲突制裁以色列。贝内特表示会寻求减少以色列对欧盟的依赖，降低欧盟的影响。《金融时报》称本内特是这项经济节点的主要设计师。在他的领导下，经济在亚洲、非洲和南美洲新设贸易专员办事处，开始关闭欧洲的一些贸易办公室，同时将邻国的办公室与其他地方的办公室合并。在这个过程中，贝内特与俄罗斯和中华人民共和国进行自由贸易协定谈判，继续与印度进行自由贸易协定谈判，率领经济代表团访问中国和印度。在印度尼西亚巴厘岛的2013年世界贸易组织部长级会议上，贝内特与部分未具名国家的代表团，就自由贸易协定进行会谈。
贝内特还尝试降低以色列高昂的食品价格。在他的监督下，以色列减少进口关税和壁垒，同时建立机制促进以色列食品行业相互竞争，成功让食品价格从2014年4月开始出现下跌，持续到2015年。然而，《国土报》的社论认为价格下跌是全球商品价格下跌及国内许多消费者陷入财务危机所致，不是改革的效果。
贝内特推动哈雷迪男性与众多失业的阿拉伯裔女性融入劳动力市场。贝内特认为，两者一同进入劳动力市场将大大促进经济增长。按照他的“优惠券计划”，经济部将为数百所职业学校发放优惠券，让哈雷迪男性暂缓征兵，改为加入职业学校学习一门手艺。贝内特还大力推动对阿拉伯女性的政府援助计划，鼓励她们加入劳动力市场，目标在五年内将她们的就业率提升两倍，从25%提升到50%。

## 个人生活
贝内特的妻子吉拉特·班尼特是职业糕点师。虽然她不信教，但还是会庆祝安息日，饮食上遵循犹太洁食教律。夫妇俩有四个孩子，一家人住在特拉维夫北部20公里处的赖阿南纳。贝内特随兄弟信奉现代正统犹太教。

## 外部連結
- 纳夫塔利·贝内特在猶太人家園网站上的介绍
- 以色列議會網站上納夫塔利·貝內特的介紹
- 納夫塔利·貝內特的Facebook專頁
- Naftali Bennett at CrunchBase

| 政党职务                   | 政党职务                   | 政党职务               |
| -------------------------- | -------------------------- | ---------------------- |
| 前任者： 丹尼尔·赫什科维茨 | 猶太人家園党领袖 2012–2018 | 繼任者： 拉菲·佩雷兹   |
| 前任者： 职位设立          | 新右翼党领袖 2018–至今     | 現任                   |
| 官衔                       |                            |                        |
| 前任者： 本雅明·内塔尼亚胡 | 以色列总理 2021–2022       | 繼任者： 亚伊尔·拉皮德 |